# 勒弗朗索瓦
勒弗朗索瓦（法語：Le François，法語發音：[lə fʁɑ̃swa]）是法国海外省马提尼克的一个市镇，属于勒马兰区。

## 地理
勒弗朗索瓦（14°36'55"N, 60°54'9"W）面积53.93 平方千米，位于法国海外省马提尼克。
与勒弗朗索瓦接壤的市镇（或旧市镇、城区）包括：迪科、勒拉芒坦、勒罗贝尔、圣埃斯普里、勒沃克兰。
勒弗朗索瓦的时区为UTC−04:00（大西洋时区）。

## 行政
勒弗朗索瓦的邮政编码为97240，INSEE市镇编码为97210。

## 政治
勒弗朗索瓦的现任市长为萨米埃尔·塔韦尼耶（Samuel Tavernier）先生，任期为2020-2026年。

## 人口
勒弗朗索瓦于2022年1月1日时的人口数量为15858人。